# Chloe Moriondo
Chloe Moriondo (estilizada en minúsculas como chloe moriondo) (nacida el 29 de septiembre de 2002) es una cantautora y YouTuber estadounidense. Su estilo combina elementos del pop indie y el bedroom pop, con algún que otro hyperpop. Su canal de YouTube, que comenzó en enero de 2014, tiene más de 3 millones de suscriptores y más de 200 millones de visualizaciones de videos.

## Primeros años
Moriondo nació y creció en Detroit, Míchigan.

## Carrera
Moriondo lanzó por su cuenta su primer álbum, Rabbit Hearted, el 31 de julio de 2018, y su primer EP, Spirit Orb, el 24 de abril de 2020.[cita requerida] En agosto de 2020, Moriondo firmó con Fueled by Ramen y lanzó "I Want to Be with You".
El 7 de mayo de 2021, Moriondo lanzó su primer álbum de estudio, Blood Bunny con los sencillos "I Want to Be with You" y "Girl on TV". En 2021, hizo su debut nocturno interpretando "Bodybag" de su álbum Blood Bunny en Jimmy Kimmel Live!. Más tarde interpretó una variación de "I Want to Be with You" en The Late Late Show with James Corden.
Lanzó su segundo EP, Puppy Luv, en abril de 2022. Lanzó una edición de lujo de Blood Bunny en junio de 2022. Se unió a mxmtoon en su gira por América del Norte rising (the tour) de mayo a junio de 2022. En octubre de 2022, Moriondo lanzó su álbum SUCKERPUNCH. Desde el 12 de octubre de 2022 hasta el 19 de noviembre de 2022, realizó espectáculos en Estados Unidos y Canadá. El 8 de diciembre anunció la cancelación de la gira por el Reino Unido y Europa.
Moriondo apareció en "12 Fractures" de Pierce the Veil, la última pista de su álbum de regreso The Jaws of Life, lanzado el 10 de febrero de 2023. En agosto de 2023, Moriondo colaboró con el músico Tommy Fleece en su canción "POUR ME OUT".

## Discografía
- 2018:  Rabbit Hearted.
- 2021: Blood Bunny
- 2022: SUCKERPUNCH